# Ralphie Dee
Pour les articles homonymes, voir D'Agostino.
Ralphie Dee, de son vrai nom Ralph D'Agostino, est un producteur et disc jockey américain.

## Biographie
Ralphie Dee est connu pour sa carrière dans les domaines du disco, de la musique électronique et de la musique rave,,. Il est ancien DJ résident à la discothèque 2001 Odyssey à Brooklyn (New York), à l'époque où le film La Fièvre du samedi soir y est tourné,,. Le film est en grande partie responsable de la popularisation du style de vie disco et attire de nombreux touristes au 2001 Odyssey à partir de 1978 et jusque dans les années 1980. De nombreux succès de la musique disco y sont entendus pour la première fois par des DJ tels que Chuck Rusinak,,,,,. De nombreux enregistrements en direct sont réalisés au 2001 Odyssey (Tribal Rites of the New Saturday Night) et sont disponibles en ligne.
À partir de 1978, Ralphie Dee est engagé par la station de radio WKTU pour se produire lors de leurs apéro mixes et émissions nocturnes du samedi.
À la fin des années 1980, il entame une carrière de producteur qui débute au milieu des années 1990 et se poursuit, ce qui se traduit par une discographie de plus de 250 sorties à une époque où la scène rave commence à prendre forme au Royaume-Uni,. Cette phase est marquée par des collaborations avec Tommy Musto et Lenny Dee. Avec ce dernier, il crée des morceaux tels que Out Takes (1989), Overdose (The Final Trip) et Manslaughter (les deux derniers extraits de l'EP Major Problems de 1990) sous le label new-yorkais Nu Groove. Out Takes attire l'attention des promoteurs lors de son passage au Royaume-Uni, ce qui donne lieu à une tournée en Europe en 1990. À son retour aux États-Unis, Major Problems - Overdose entre dans le classement Record Mirror. Parmi les autres enregistrements marquants, citons 3 EP sous le nom de « English Muffin » avec Lenny Dee et « Chantal » (The Realm) avec Anthony Mannino et Dennis Pino, l'a cappella de ce disque étant l'un des plus samplés de l'histoire de la techno,.
En 2007, Ralphie Dee est intronisé au Legends of Vinyl Hall of Fame. L'année 2017 marque le 40e anniversaire de la sortie de La Fièvre du samedi soir et de nombreux concerts sont organisés avec les artistes originaux de l'album et Ralphie Dee en tant que DJ,. Depuis mars 2020, pendant la pandémie de Covid-19, il est vu en train de faire des DJ sets vidéo en direct dans plus de 10 pays. Il apparaît également dans la série 2021 True House Stories avec Lenny Fontana,.

## Discographie notable
- C'hantal - The Realm
- English Muffin
- Major Problems - Overdose
- Primitive Passions (avec Mustafa Alici)
- Cologne Summer (EP)
- Blip Trip (EP)
- New York Grooves (plusieurs volumes)